# Ščurki
Ščúrki (znanstveno ime Blattodea, Blattaria ali Blattoptera; latinsko blatta - ščurek) so red žuželk z okrog 7500 opisanimi vrstami. So večinoma tropske živali, a je skupina poznana predvsem po vrstah, ki živijo v človekovih bivališčih, kjer delajo škodo. Predstavnike najdemo po vsem svetu razen v polarnih območjih. Med ščurke uvrščamo tudi nekoč samostojen red termitov, za katere se je nedavno izkazalo, da so zgolj zelo specializirana skupina ščurkov.

## Telesne značilnosti
Ščurke prepoznamo po dorzoventralno sploščenem telesu ovalne oblike, nitastih tipalnicah, hipognatni glavi in dveh kratkih, a dobro vidnih cerkih na koncu zadka. Glava je razmeroma enostavno zgrajena - čeljusti so oblikovane kot grizalo z močnimi zobci za drobljenje, oči so normalno razvite. Dve svetlejši lisi sredi glave naj bi bili ostanek zakrnelih ocelov. Z vrha glavo skoraj v celoti prekriva velik ščitek (pronotum), ki izrašča bočno in tako ne zakriva strani protoraksa, kot ga pri kobilicah in čričkih. Imajo dva para kril, ki jih zlagajo plosko ob telo. Sprednji par je otrdel in služi za zaščito zadnjega, ki je lahko tudi zakrnel. Noge so razmeroma dolge in tanke, poraščene z močnimi ščetinami.
Najbolj so podobni hroščem in čričkom. Od hroščev se ločijo po prisotnosti cerkov in tem, da se zložena krila bočno prekrivajo med seboj, od čričkov pa po tem, da zadnje noge niso prilagojene za skakanje.
Imajo nepopolno preobrazbo - ličinke so podobne odraslim živalim, vendar nimajo kril in genitalij.

## Življenje
Samica izleže 12 do 50 jajčec, odvisno od vrste, v ovoju (ooteki). Večina ščurkov ovoj z jajci odloži na primernem mestu, le samice nekaterih vrst, npr. Blatella germanica, jih nosijo s seboj. Takoj po izleganju so ličinke bele barve, kmalu po tem pa pričnejo požirati zrak in se tako povečajo, koža pa otrdi in potemni. Stadij ličinke traja nekaj mesecev, v tem času se živali levijo med 5- in 12-krat, spet odvisno od vrste.
Ščurki so nočne živali. Podnevi se skrivajo pod kamni ali med listjem oz. v človekovih bivališčih med deskami, za zidovi, v jaških in drugih nedostopnih mestih. Večina vrst lahko leti, vendar po navadi raje hodijo. Na račun dolgih nog so lahko zelo hitri in jih je precej težko ujeti. So vsejede živali, v naravnem okolju glavnino njihove prehrane sestavlja verjetno mrhovina. Dolgo časa lahko preživijo brez hrane in se v skrajnem primeru prehranjujejo z vsem, kar vsebuje škrob, npr. lepilom za poštne znamke. V ujetništvu lahko jedo tudi mrtve osebke svoje vrste, kanibalizma med njimi pa še niso opazili. Simbiontske bakterije v prebavilu jim omogočajo prebavljanje celuloze. Na cerkih imajo za premikanje zraka izredno občutljive čutilne dlačice. Že najmanjši premik sproži refleks bega. Znan je tudi pojav, ko ščurki hitro zbežijo v skrivališča, ko se v prostoru prižge luč. Načeloma živijo okoli enega leta. Pojav, da ščurek umre na hrbtu je v naravi redek, pogost pa v bližini človeka iz dveh vzrokov:
- Noge ščurka so prilagojene za premikanje po gozdnih tleh, kjer je vedno dovolj površin za oprijemanje, ne pa gladkih tleh. Če se žival slučajno prevrne na hrbet, se ne more več postaviti na noge in umre od lakote.
- Nekateri insekticidi delujejo kot živčni strupi, ki povzročajo mišične krče. Tudi zaradi njih se lahko ščurek prevrne na hrbet.

Obstaja vsesplošno prepričanje, da so ščurki nenavadno odporni proti radioaktivnem sevanju in da bi bili v primeru jedrske vojne med redkimi preživelimi organizmi. Žuželke so zaradi načina rasti v resnici odpornejše na sevanje kot človek, a obstaja med žuželkami in drugimi živalmi mnogo na sevanje odpornejših kot ščurki in to prepričanje verjetno izvira iz siceršnjega odpora proti njim.

## Ekologija
Ščurki izvirajo iz toplih predelov zemeljske oble; v tropih živi večina vrst. Od več kot 4000 vrst jih le 130 živi v Evropi, na severnem delu razširjenosti segajo do južnega dela Britanskega otočja. Prilagojeni so za življenje na tleh med odpadlim listjem in vejami, kjer brskajo za hrano. Nekatere vrste so tudi drevesne. Evropski ščurki so majhni in neopazni. Poleg njih pa so v Evropi prisotne tudi nekatere vrste, ki jih je s seboj prinesel človek, in so sedaj kozmopolitske. To so največkrat kuhinjski ščurek Blatta orientalis, švab Blattella germanica in ameriški ščurek Periplaneta americana. Ti so odvisni od zavetja v človeških bivališčih, najdemo jih skladiščih, kuhinjah in drugih prostorih, kjer je toplo in dovolj hrane. Lahko se zelo namnožijo preden jih odkrijemo.
Glavni naravni sovražniki ščurkov so plenilci, kot so ptiči, netopirji in druge večje živali, poleg tega pa tudi nekatere žuželke in stonoge, ki so se specializirale za lov ali zajedanje ščurkov. Ose iz družine Evaniidae napadajo ooteke, ose iz družine Ampulicidae pa izlegajo jajčeca v odrasle ščurke ali njihove ličinke. Najzanimivejši primer specializacije je osa vrste Ampulex compressa. Ta osa vbrizga strup v točno določen ganglij, ki nadzira ščurkovo premikanje, kar ji omogoči, da ga usmeri proti svojemu brlogu in tam izleže vanj jajčece, ščurek pa obmiruje. Ko se ličinka izleže, se začne prehranjevati z njegovimi tkivi v takem zaporedju, da njen gostitelj preživi vsaj dokler se osa ne zabubi znotraj njegovega telesa. 

### Pomen za človeka
Ščurki, ki jih je človek zanesel v svoja bivališča, lahko predstavljajo veliko nadlogo v skladiščih, shrambah in stanovanjih. Škodo povzročajo predvsem s kontaminacijo hrane z značilnim vonjem in ne toliko s tem, da jo pojedo. Poleg tega prenašajo tudi več patogenih virusov in bakterij, ki povzročajo tuberkulozo, kolero, gobavost, grižo, tifus ipd. Ker so nočne živali, jih je težko odkriti, poleg tega pa so zelo odporni na insekticide in druge strupe. Obsežna raziskava pod okriljem Nacionalnega ameriškega inštituta za okoljske zdravstvene znanosti (NIEHS) in Nacionalnega ameriškega inštituta za alergijo in prenosljive bolezni (NIAID) leta 2005 v ZDA je pokazala, da so alergeni ščurkov eden glavnih sprožilcev astme pri mestnih otrocih.

### Odstranjevanje
Najboljši način za odganjanje ščurkov je preprečevanje dostopa do prostorov, kjer najdejo zavetje, in hrane. To vključuje zapiranje hrane v neprodušno embalažo, uporabo smetnjakov s tesnimi pokrovi, pogosto čiščenje prostorov in zaprtje vseh mest, kjer bi lahko ščurki prišli v prostor, npr. starih cevi, lukenj v talnih oblogah in oknih ipd.
Proti napadu ščurkov se borimo večinoma s kemijskimi sredstvi. Učinkovite so vabe, geli s hidrametilnonom, borova kislina v prahu in insekticidi, ki vsebujejo deltametrin. Poleg tega so uporabne tudi enostavne pasti v obliki kozarca za vlaganje s kavno usedlino na dnu, ki jih postavimo ob steno.
Od naravnih sovražnikov so pri zatiranju ščurkov najuspešnejše plenilske stonoge, vendar tudi te povzročajo nelagodje pri ljudeh in tako v človeških bivališčih niso uporabne. Oso vrste Ampulex compressa so z namenom biološkega nadzora leta 1941 naselili na Havajih, vendar se v praksi ni izkazala zaradi premajhnega obsega lova.

## Evolucija in sistematika
Najstarejše fosilne najdbe živali, podobnih ščurkom, datirajo v obdobje karbona, pred 354-295 milijoni let. Te živali se razlikujejo od današnjih ščurkov po tem, da imajo dolg ovipozitor in so verjetno predniki tako ščurkov, kot tudi bogomolk in termitov. Prvi ščurki z »moderno« obliko se pojavijo v zgodnji kredi.
Med entomologi velja konsenz, da ščurki, bogomolke in termiti tvorijo jasno definirano skupino, poimenovano Dictyoptera. Razdelitev teh treh redov znotraj skupine pa je predmet mnogih polemik in nasprotujočih si odkritij. Nekateri avtorji menijo, da sta si najbolj sorodna redova ščurkov in bogomolk, druga nova odkritja pa nakazujejo, da so se termiti razvili naknadno iz »modernih« ščurkov in so jih klasificirali celo samo kot družino znotraj reda Blattodea. Problematika izvira iz nejasnega položaja dveh ključnih rodov: ščurka Cryptocercus, ki se prehranjuje z lesom, in tropskega termita Mastotermes. Ta dva rodova sta si med seboj morfološko bolj podobna kot z drugimi rodovi znotraj svojih redov. Kasnejše raziskave so potrdile domnevo, da so termiti pravzaprav le močno specializirana skupina ščurkov, tako da zdaj obravnavamo termite kot podred Isoptera ali epidružino Termitoidae, s čimer se ohranja obstoječa hierarhija družin termitov.
Znotraj redu ščurkov različni viri navajajo 5 do 8 družin, poleg novih 9 družin termitov. Največji, Blaberidae in Blattellidae, naj bi bili sestrski, razlikujeta se v glavnem po načinu nošnje ooteke.

### Ščurki v Sloveniji
Poleg treh omenjenih sinantropnih vrst živijo v Sloveniji predvsem predstavniki rodov Ectobius in Phyllodromica. Eden pogostejših je Ectobius lapponicus, ki je sicer razširjen od sredozemlja do severa Evrazije.

## Galerija
- Bledi gozdni ščurek (Ectobius pallidus).
- Samec in samica kuhinjskega ščurka (Blatta orientalis).
- Ščurek vrste Loboptera decipiens.
- Samica navadnega gozdnega ščurka (Ectobius sylvestris).
- Samica švaba (Blatella germanica) z ooteko.

## Kulturne reference
V popularni kulturi so ščurki pogosto sinonim za nadležne in zelo odporne škodljivce, ki s svojo podobo in velikostjo vzbujajo grozo ali vsaj nelagodje. Bolj znane omembe ščurkov v medijih so:

### Glasba
- »La Cucaracha« (špansko ščurek) - slavna Mehiška ljudska pesem, kjer so ščurki omenjeni v več verzih.
- Pesem »Roaches« (angleško ščurki) raperja Bobbyja Jimmyja iz leta 1987 je parodija pesmi Rumors (Govorice) skupine Timex Social Club.

### Film in televizija
- Joe's Apartment - veseljaški ščurki živijo v stanovanju glavnega junaka in so odgovorni za mnogo njegovih prigod.
- Creepshow - roji ščurkov terorizirajo trmastega starca, ki se boji žuželk.
- Damnation Alley - postapokaliptični Las Vegas kot dom mutiranih mesojedih ščurkov.
- Men in Black (Možje v črnem) - izvenzemeljsko bitje v podobi ogromnega ščurka grozi z uničenjem Zemlje.
- Team America: World Police - ščurek zleze iz ust umrlega Kim Džong Il-a in odleti z vesoljskim plovilom (parodija na film Možje v črnem). To napeljuje na idejo, da je upravljal s Kim Džong Il-ovim telesom.
- Mimic (Mimik) - znanstveniki z genskim inženirstvom ustvarijo velike žuželke, ki naj bi uničile ščurke, ki povzročajo bolezni v New Yorku.
- V več japonskih filmih o Godzilli nastopa Megalon, 50-metrski ščurek.
- X-files (Dosjeji X) - v epizodi z naslovom War of the Coprophages (Vojna jedcev iztrebkov) se v nekem ameriškem mestu dogajajo nepojasnjene smrti, trupla umrlih pa so prekrita s ščurki. Fox Mulder ugotovi, da so mehanski, kar ga napelje na idejo, da so v resnici vohuni z drugega planeta. Dr. Berenbaum, eden od likov, postavi tezo, da so roji ščurkov odgovorni za večino opažanj NLP-jev (v letu naj bi ustvarjali elektrostatično polje, ki se lahko obarva glede na pogoje v atmosferi). V enem od prizorov se pobegli ščurek splazi po leči kamere, kar daje občutek, da leze znotraj gledalčevega televizorja.
- ALF - v eni od epizod ALF nehote izpusti ščurka s svojega rodnega planeta. Ta reagira na insekticid tako da se veča, dokler ni toliko velik, da bi lahko požrl ALFa. Na koncu ga ALF ubije s parfumom.

### Drugo
- Bad Mojo - kultna računalniška igra, v kateri igralec prevzame vlogo Rogerja Sammsa (namenoma poimenovanega podobno junaku v Kafkovi Preobrazbi), ki ga je čarovnija spremenila v ščurka.[4] Ena od preprek v igri je Rogerjev maček, Franz.